# Olceclostera maya
Olceclostera maya är en fjärilsart som beskrevs av William Schaus 1892. Olceclostera maya ingår i släktet Olceclostera och familjen silkesspinnare. Inga underarter finns listade i Catalogue of Life.